# Glenn Ross

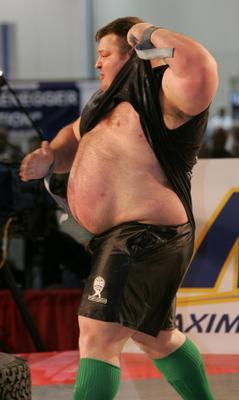
Glenn Ross.

Glenn Ross (n. 27 de mayo de 1971 County Down, Irlanda del Norte), strongman y powerlifter británico que ha representado a Irlanda y el Reino Unido en tres competiciones del hombre más fuerte del mundo y en varias competiciones europeas.

## Carrera de Ross
Glenn Ross comenzó a competir en strongman en 1996. Al año siguiente comenzó a competir en El hombre más fuerte de Gran Bretaña y ganó este título en 1999, 2000 y 2001.
En 2003, Ross levantó tres automóviles desde el suelo, con un peso muerto total de casi tres toneladas. Esto lo hizo a beneficio de una campaña contra el cáncer.

## Hazañas
Ross tiene varias hazañas de fuerza realizadas a lo largo de su carrera:
- Sostuvo una furgoneta Citroën de 1200 kg por casi tres minutos
- Peso muerto con tres autos Citroën con un peso combinado de 2750 kg
- Sostuvo un coche de 1400 kg por 76 segundos
- Soportó 2 Citroën de un peso total de 1700 kg por 1 min 7 s

## Tamaño
A pesar de medir 1,85 m, Ross llegó a pesar 215 kg, lo que lo convierte en uno de los powerlifters más pesados del mundo. Su peso se demuestra en su tamaño, su cuello es de 60 cm, su bíceps de 62, su pecho de 1,60 m y sus muslos de 89 centímetros.
Su tamaño a veces lo ayuda en algunos eventos. Por ejemplo en las piedras de Atlas, se ayuda con su enorme estómago. A su vez, su peso provoca que se canse más fácil que los otros competidores.
Hoy en día parece difícil de imaginar debido a su tamaño, pero Glenn comenzó su carrera como culturista y ganó dos veces el campeonato nacional de culturismo en Irlanda (1993 y 1994). Más tarde entró en las competiciones de fuerza. El increíble cambio de imagen de Ross se debe en parte a la cantidad de calorías que consume (entre 10.500 y 14.000 al día según dice).1

## Vida personal
Ross ha aparecido bastantes veces en la TV británica, incluyendo la versión de Gran Hermano británica.
Glenn está casado y tiene dos hijos.